# Manifest van de Provincie Vlaanderen

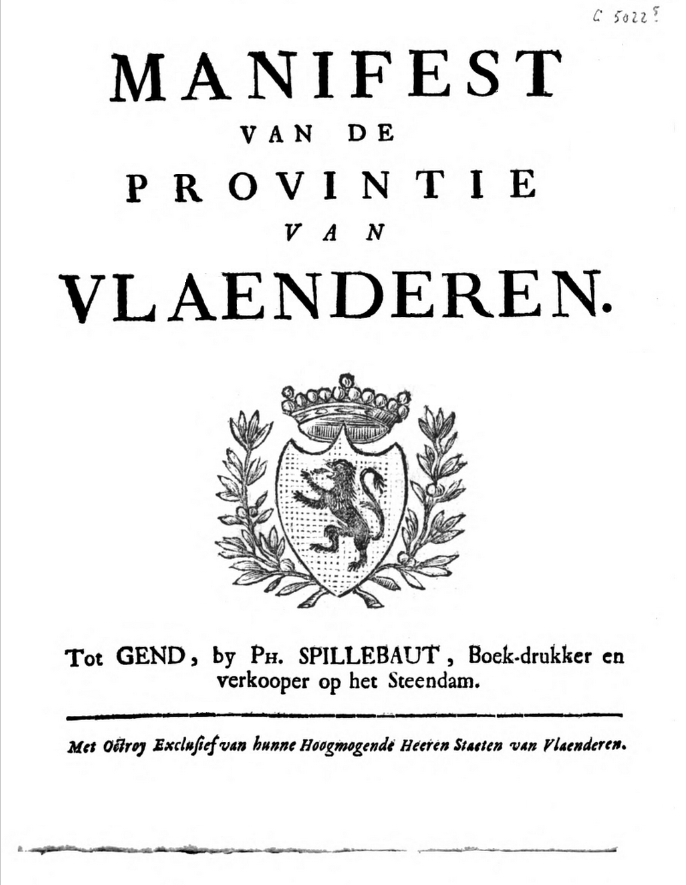
Titelblad van het Manifest van de Provincie Vlaanderen.

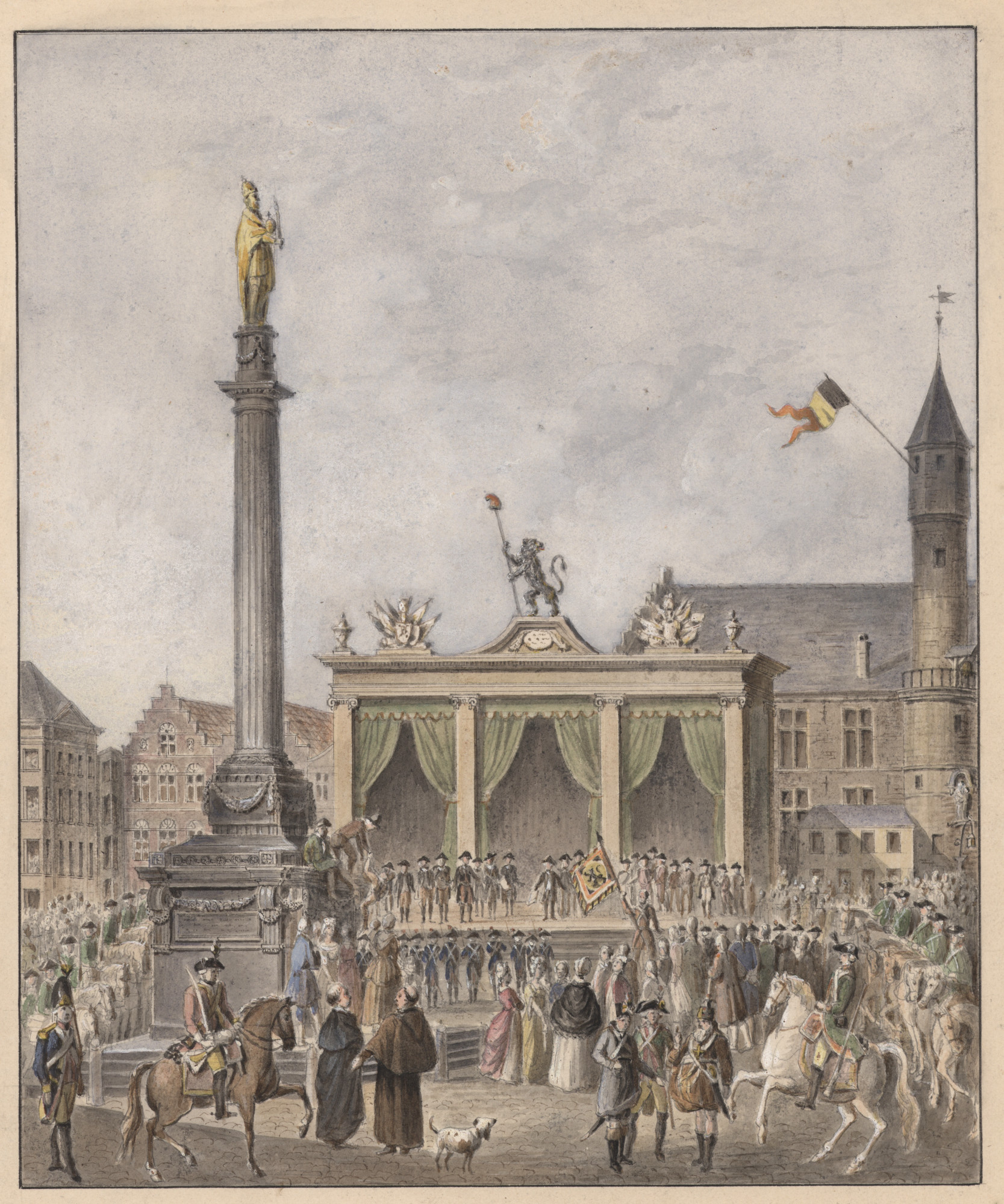
Aquarel van de uitroeping van de Vlaamse onafhankelijkheid in Gent op 4 januari 1790. De driekleur wijst reeds vooruit naar de toetreding tot de confederale Verenigde Nederlandse Staten een week later door het Tractaet van Vereeninge.

Het Manifest van de Provincie Vlaanderen (in de spelling van 1790: Manifest van de Provintie van Vlaenderen) was de onafhankelijkheidsverklaring van het graafschap Vlaanderen op 4 januari 1790. Op die datum verklaarden de Staten van Vlaanderen "plechtig, (...) uit naam van het Volk, de provincie Vlaanderen een onafhankelijke Staat te zijn, (...) onttrokken aan de getrouwheid en de gehoorzaamheid van de keizer Jozef II, graaf van Vlaanderen, en uit het Huis Oostenrijk." De Staten verklaarden ook "alle ambtenaren, leenmannen en alle andere bedienden, wie die ook wezen mogen, vrij en ontheven van alle aangegane en schuldige verbintenissen, en verder ontslagen van elke eed aan de vervallen graaf van Vlaanderen gedaan."
Het verzet tegen Jozef II in de Oostenrijkse Nederlanden, dat ernstiger werd toen in 1786–87 onder andere een aantal Staten de beden weigerden en de landvoogden alle hervormingsbesluiten op eigen gezag introkken, draaide in de loop van 1789 uit op een opstand, net op het moment dat ook de Franse Revolutie en Luikse Revolutie een aanvang namen. 
Op 24 oktober 1789 had Hendrik van der Noot met het Manifest van het Brabantse Volk al de onafhankelijkheid van het hertogdom Brabant uitgeroepen, waarbij de keizer werd afgezet als hertog van Brabant. Vanuit Breda veroverde een legertje patriotten eerst Brabant en dan Vlaanderen, Henegouwen, Doornik en de rest van de Zuidelijke Nederlanden, met uitzondering van het hertogdom Luxemburg.
Het manifest verantwoordt uitvoerig dat de Habsburgse vorsten hun "grondwettelijke" afspraken niet zijn nagekomen en dat het daarom past Jozef II vervallen te verklaren van zijn rechten als heerser. Na alle schendingen van de vrijheden te hebben opgesomd komen de Staten van Vlaanderen tot de conclusie: "Alzoo wilde men de dappere Nederlanders tot eene volstrekte slavernye onderwerpen, en hun behandelen als de vernederde Inwooners van Moravien en Croatien." 
De onafhankelijkheid was beslist op 22 november 1789 door de Staten van Vlaanderen vergaderd in het Stadhuis van Gent. Karel Jozef de Graeve, Jan Jozef Raepsaet en Maarten de Bast kregen de opdracht een manifest te schrijven ter rechtvaardiging. Ze stelden een tekst op in het Nederlands en in het Frans. De inspiratie kwam van het Plakkaat van Verlatinghe (1581) en de Amerikaanse Onafhankelijkheidsverklaring (1776). Het manifest werd op 4 januari 1790 plechtig voorgedragen op de Vrijdagmarkt. De staten van de verschillende Zuid-Nederlandse provincies verenigden zich in een nieuwe confederale republiek, de Verenigde Nederlandse Staten, die echter na elf maanden door het keizerlijke leger heroverd werd.